# 骗局 (小说)
《骗局》（英語：Deception Point）是2001年丹·布朗所寫的惊悚悬疑小說。

## 小说概要
美国大选在即，以猛烈抨击现任总统航空航天預算浮濫的总统候选人塞奇威克·塞克斯顿参议员获得了暂时的优势。此时现任总统團隊据美国国家航空航天局在陨石中发现外星生物化石的消息，派遣与父亲塞克斯顿参议员决裂的女儿、美国国家侦察局汲思员（負責簡化報告供總統閱讀）蕾切尔·塞克斯顿、前往北极和四位具有公信力的非官方科学家深入调查证实，却在北极遭到美國陸軍三角洲部隊精銳隊員连环追杀。此时此刻，政治风云中心华盛顿大选在即。情节随着陨石的真假难辨而深入。

## 小说人物
- 蕾切尔·塞克斯顿（Rachel Sexton）：本書主角，國偵局汲思員，參議員之女，討厭虛偽的父親。被總統請過去負責向白官幕僚簡報航天局新發現，卻被捲入極大陰謀之中。書末與邁克相戀。
- 迈克·托兰（Michael Tolland）：海洋学家，總統聘請的民間專家之一，負責為新發現拍攝並主持短片。為人風趣幽默，具領袖風範，因為年輕喪偶而埋首工作。書末與瑞秋相戀。
- 扎克·赫尼（Zachary Herney）：美國總統，被參議員不斷追擊航天局花費浩大，在選戰中暫落下風，為人溫文幽默，不願意用男女醜聞逼對手放棄競選。
- 塞奇威克·塞克斯顿参议员（Senator Sedgewick Sexton）：瑞秋之父，喪偶後聲名鵲起，不斷追擊航天局是國家的毒瘤；暗地裡接受獻金、虛偽、無情而被親生女兒所鄙視。跟秘書凱蓓兒有過一腿。
- 劳伦斯·埃克斯特龙（Lawrence Ekstrom）：美国国家航空航天局局长，理想主義者，極力主張把航天局撇除在軍用情資之內，對國偵局沒有好感。
- 威廉·皮克林（William Pickering）：国侦局局长，瑞秋的上司，其貌不揚卻冷靜而具邏輯，不齒總統把主角淪為競選籌碼，對航天局粗心大意連番洩露機密頗有微言。
- 玛乔丽·坦奇（ Marjorie Tench）：总统顾问，盡心盡力為總統出謀獻策，用盡一切手段打贏選戰，當中包括逼迫加布勒麗埃公開醜聞和阻止蕾切爾把真相散佈開去。
- 加布勒丽埃·阿什（Gabrielle Ashe）：參議員秘書，兩人曾有過一夜風流，事後後悔不已，被坦奇的話所動搖而對參議員起了疑心，最終以驚人的方式扭轉政局的人物。
- 科基·马林森（Corky Marlinson）：桂冠天体物理学家，邁克的同窗。學富五車卻口沒遮攔，總統聘請的民間專家之一，書末以一泡小便逃過大難。
- 三角洲一、二、三号（Delta-One, Delta-Two, and Delta-Three）：奉命捍衛騙局的美國陸軍三角洲部队戰士，以殘忍的手法殺害了多名無辜者。
- 诺拉·曼格（Norah Mangor）：冰川学家，性格火爆急燥，明顯對邁克有好感，總統聘請的民間專家之一，是最早証實騙局的人。
- 韦利·明博士（Dr. Wailee Ming）：古生物学家，驕矜自傲，明顯對諾拉有好感，總統聘請的民間專家之一，因為發現冰槽中有發光生物而對事件起疑，招來殺身之禍。